# Zwart water (roman)
Zwart water (Zweeds: Händelser vid vatten) is een detectiveroman uit 1993 van de Zweedse schrijfster Kerstin Ekman.

## Verhaal
Het boek speelt zich af in een fictief dorpje in Jämtland genaamd Zwartwater (Zweeds: Svartvattnet). Een vrouw uit Stockholm verhuist in de jaren '70 samen met haar jonge dochter naar het dorp om als lerares te werken in de commune waar haar vriend woont. In het gebied rond het dorpje wordt een moord gepleegd: een kamperend stel wordt in hun tent doodgestoken. Het misdrijf wordt nooit opgelost. Bijna twintig jaar later meent iemand de moordenaar te herkennen, waardoor alle gebeurtenissen uit die tijd weer bovenkomen en er een derde moord gepleegd wordt.

## Prijzen
De roman behaalde de Augustprijs, de Literatuurprijs van de Noordse Raad en de Bästa svenska kriminalroman-prijs.